# Константинув-Кольонія
Константинув-Кольонія (пол. Konstantynów-Kolonia) — село в Польщі, у гміні Константинів Більського повіту Люблінського воєводства.
У 1975-1998 роках село належало до Білопідляського воєводства.